# Barranc del Tecu
El Barranc del Tecu és un curs fluvial del terme de Reus al Baix Camp, que s'inicia entre la pedrera del Coubi i la pedrera del Tecu, en terme de Castellvell.
Comença a l'extrem nord de la partida de Monterols, tocant al terme de Castellvell i de l'Aleixar. Travessa el Camí del Mig i el de la Drecera, vora els Cinc Camins, i corre paral·lel al camí del Mas de la Victòria o dels Cinc Camins, fins que s'hi encreua. Sota la carretera d'Alcolea, vora el Mas de les Ànimes, s'ajunta amb el Barranc de la Barraqueta, i d'aquesta unió en surt el Barranc del Roquís, que més avall s'anomena Barranc de Pedret. També se'n diu Barranc del Mas de la Victòria i Barranc del mas de Coll.
Tecu és un renom del poble de Castellvell.